# 细叶西伯利亚蓼
细叶西伯利亚蓼（学名：Polygonum sibiricum var. thomsonii）为蓼科蓼属下的一个变种。

## 扩展阅读
- 維基物種上的相關：细叶西伯利亚蓼